# Street Fighter III: 2nd Impact
Street Fighter III 2nd Impact: Giant Attack (ストリートファイターⅢ セカンドインパクト GIANT ATTACK?) är ett  man mot man-fightingspel producerat av Capcom och först utgivet som arkadspel i oktober 1997. Spelet är en uppdaterad variant av Street Fighter III: New Generation. Spelet släpptes även till Sega Dreamcast.

## Handling
Bröderna Yun och Yang är nu helt skilda figurer med olika teknik, Akuma återvänder och två nya figurer tillkommer, professionelle fribrottaren Hugo, samt Urien som kan bemästra is och eld.

### Fotnoter
1. ↑  ”Street Fighter III” (på engelska). Mobygames. 23 mars 1997. http://www.mobygames.com/game/arcade/street-fighter-iii-2nd-impact-giant-attack. Läst 13 juni 2014.